# Santorcaz
Santorcaz és un municipi de la comunitat autònoma de Madrid, proper a la comarca de La Alcarria (província de Guadalajara).

## Història
Va ser fundat pels ibers amb el nom de Metercosa. Posseeix restes arqueològiques dels carpetans, restes d'un castell de l'edat mitjana (Castell de Torremocha), que fou residència d'estiu dels Arquebisbes de Toledo i presó de personatges tan il·lustres com la princesa d'Éboli o el Cardenal Cisneros.